# Vogelrichtlijn en Habitatrichtlijn
De Vogelrichtlijn en de Habitatrichtlijn zijn richtlijnen van de Europese Unie waarin aangegeven wordt welke soorten en welke typen natuurgebieden (als leefgebieden voor soorten, habitats) beschermd moeten worden door de lidstaten.

## Kenmerken en ontstaan richtlijnen
De Vogelrichtlijn, 2 april 1979, bevat een lijst van 187 zeldzame of bedreigde vogelsoorten. Voor deze vogelsoorten en voor belangrijke overwinteringsgebieden van trekvogels moeten Speciale BeschermingsZones (SBZ) (Vogelrichtlijngebieden)  worden aangewezen. 
De Habitatrichtlijn dateert uit 1992. Hierin staat de bescherming van natuurlijke en half-natuurlijke habitats centraal. In de bijlagen van de Habitatrichtlijn worden 500 plantensoorten, 200 diersoorten (geen vogels, omdat die al onder de vogelrichtlijn vallen) en 198 habitattypes genoemd. Ze worden bovendien verdeeld over verschillende biogeografische regio's en in prioritaire en niet prioritaire soorten. Ook voor Habitatrichtlijn moeten Speciale beschermingszones (Habitatrichtlijngebieden) worden aangewezen.
De gebieden die vallen onder de beide richtlijnen moeten uitgroeien tot een Europees netwerk van natuurgebieden. Dit netwerk wordt Natura 2000 genoemd.

### Habitattypes
De Europese habitattypes die in de habitatrichtlijn opgenomen zijn, werden beschreven in het document Habitat Interpretation Manual (EUR12) van de Europese Unie uit 1999. Deze tekst bevatte een korte beschrijving van de habitattypes, het voorkomen ervan, de kenmerkende soorten voor elk type, een referentiebibliografie en een numeriek classificatiesysteem, gebaseerd op de Corine-biotoopclassificatie.
Ondertussen zijn verschillende versies van deze beschrijving gepubliceerd met correcties, aanvullingen en nieuwe, specifieke habitattypes van de nieuwe lidstaten. In 2013 verscheen de meest recente versie van dit document, de Interpretation Manual of European Union Habitats - EUR28. Deze is gebaseerd op de opvolger van Corine, de EUNIS habitatclassificatie.

## Betekenis voor bescherming
Aanwijzing van een gebied tot SBZ/vogelrichtlijngebied  betekent dat er een speciale beschermingsstatus van toepassing is. Er dient bij projectontwikkeling nabij dit soort gebieden rekening te worden gehouden met de zogenaamde "externe werking" met "significante effecten" van de bouw- en gebruiksactiviteiten van de projectlocatie. Deze begrippen komen voort uit artikel 6 van de Habitatrichtlijn, maar worden niet nader omschreven. Deze hebben echter al diverse malen tot rechtszaken geleid. Het is daarom belangrijk dat voordat een bouwproject nabij een SBZ wordt gerealiseerd "Habitatonderzoek" (onderzoek naar de effecten van dit bouwproject op de SBZ) wordt uitgevoerd. Maar het is natuurlijk altijd raadzaam op grotere bouwlocaties zelf ook flora- en faunaonderzoek uit te laten voeren. Want ook nationale wetgeving zoals de Nederlandse Wet natuurbescherming kan van toepassing zijn.

## Verschil met nationale ecologische netwerken in Nederland en Vlaanderen
Zowel in Nederland als in Vlaanderen werd een ecologische hoofdstructuur vastgelegd, respectievelijk het Natuurnetwerk Nederland en het Vlaams Ecologisch Netwerk. De Vogel- en Habitatrichtlijngebieden verschillen hiervan door hun supranationale (Europese) karakter en hun doelstelling. De Vogelrichtlijn en de Habitatrichtlijn bieden bovendien aanknopingspunten om tot een sterk wettelijk beschermingskader te komen.
Het Natuurnetwerk Nederland brengt weinig wettelijke bescherming, maar is vooral een van financiering en uitvoeringsinstrumenten voorziene taakstelling voor aankoop van natuurterreinen om te komen tot een ruimtelijk gezien robuust en samenhangend netwerk.
In Nederland maken de Habitatrichtlijngebieden geheel en de Vogelrichtlijngebieden een belangrijk onderdeel uit van het Natuurnetwerk Nederland en ongeveer 45% van de oppervlakte van het Natuurnetwerk Nederland op het land is ook Natura 2000-gebied.

## Implementatie van de richtlijnen in Nederland
In Nederland zijn de bepalingen uit de twee richtlijnen verwerkt in de Natuurbeschermingswet 1998, die in 2017 is opgegaan in de Wet natuurbescherming. In het geval de wet of richtlijn wordt overtreden, dan hebben het Rijk (Nederlandse Voedsel- en Warenautoriteit) en de provincie hun taak tot handhaving.
De implementatie van de Vogel- en Habitatrichtlijn in Nederland heeft ervoor gezorgd dat natuurbescherming meer aandacht heeft gekregen in besluitvormingsprocessen. Het aanwijzen van Natura 2000 gebieden heeft enige tijd geduurd. Daarnaast is in rechtszaken gebleken dat geen of onvoldoende rekening werd gehouden met de vereisten van de Habitatrichtlijn. Als gevolg van die onzorgvuldige besluitvorming zijn diverse projecten vertraagd. Het merendeel van die projecten is uiteindelijk wel gerealiseerd.
In 2024 startte de Europese Commissie een inbreukprocedure tegen Nederland vanwege de Vogelrichtlijn omdat de weidevogels, waaronder de grutto, onvoldoende werden beschermd.

## Implementatie van de richtlijnen in Vlaanderen
De Vogelrichtlijn en de Habitatrichtlijn worden in Vlaanderen vertaald door artikel 36 van het Decreet betreffende het Natuurbehoud en het Natuurlijk milieu, ook natuurdecreet genoemd, wat betreft de gebiedsbescherming (habitats) en wat betreft de instandhoudings- en compensatiemaatregelen. De soortenbescherming was tot 1 september 2009 geregeld bij Koninklijk Besluit. Sinds genoemde datum is dit laatste vervangen in het Vlaams Gewest door het zogenaamd Soortenbesluit, een Besluit van de Vlaamse regering dat gekoppeld is aan het natuurdecreet. Er werden in Vlaanderen (en in de rest van België) Natura 2000-gebieden (habitatrichtlijngebieden en vogelrichtlijngebieden) aangeduid.